# Башуров, Александр Петрович
Александр Петрович Башуров (10 декабря 1936, Тальцы, Восточно-Сибирская область — 30 мая 2015, Курган) — советский и российский актёр театра и кино, заслуженный артист России.

## Биография
Александр Петрович Башуров родился 10 декабря 1936 года в посёлке Тальцы Иркутского района Восточно-Сибирской области, ныне посёлок входит в состав Большереченского муниципального образования Иркутского района Иркутской области.
Осиротев во время Великой Отечественной войны, с 1947 года воспитывался и учился в детском доме на ст. Чернышевск-Забайкальский. В 1956 году окончил Сретенский судостроительный техникум (Читинская область). До 1961 года работал технологом-корпусником, затем мастером на судоремонтном заводе № 263 в городе Советская Гавань (п/я 105), играл в драмкружке.
В 1961 году поступил в театральную студию при Иркутском драматическом театре, затем в Иркутское театральное училище (мастер курса Борис Михайлович Шнейдерман), которое закончил в 1965 году по специальности «актёр драматического театра».
С 1965 года до конца жизни работал в Курганском государственном театре драмы.
Увлекался футболом, входил в состав сборной города Кургана по футболу.
Александр Петрович Башуров умер 29 мая 2015 года в городе Кургане. Прощание было 2 июня с 11:00 до 12:00 в фойе Курганского государственного театра драмы. Похоронен на Новом Рябковском кладбище города Кургана Курганской области.

## Награды
- Заслуженный артист Российской Федерации (6 июля 1994) — за заслуги в области театрального искусства[8].
- Нагрудный знак Министерства культуры СССР «За отличную работу» (1976)[9].
- Курганская областная премия в сфере культуры и искусства за 1997 год[10]

## Работы в театре
- «Кто боится Рэя Брэдбери» В. Максимова — Хват
- «Бригадир» Д. Фонвизина — Бригадир
- «Слон» А. Копкова — Курицын
- «Недотрога» Л. Устинова — Главный Трутень
- «Цапля» В. Аксёнова — Лёша–сторож
- «Царь Юрий» В. Соловьева — Татищев
- «Кошка, которая гуляет сама по себе» Р. Киплинга — Мужчина
- «Свадьба Кречинского» Александра Сухово-Кобылина — Муромский
- «Вдовий пароход» И. Грековой, П. Лунгина — Василий Сергеевич
- «Виндзорские насмешницы» В. Шекспира — Хозяин гостиницы
- «Единственный наследник» Ж. Ф. Реньяра — Жеронт
- «Любовь – книга золотая» А. Толстого — Фёдор
- «Обыкновенный человек» Б. Нушича — Арса Миличевич
- «Медведь» А. П. Чехова — Лука
- «Дядюшкин сон» Ф. М. Достоевского — Афанасий
- «Ночь любовных помешательств» В. Шекспира — Заморыш, страж
- «Школа жён» Ж.-Б. Мольера — Энрик
- «Человек из Ламанчи» Д. Вассермана — Вышеупомянутый
- «Долги наши» Э. Володарского — Алексей
- «Характеры» В.М. Шукшина — Андрей Ерин
- «Молилась ли ты на ночь, Дездемона?» В. Тендрякова — Антон Лаптев
- «Спортивные страсти в стране Мульти-Пульти» А. Хайта, А. Левенбука — Балбес
- «Доходное место» А. Н. Островского — Белогубов
- «Деньги для Марии» по В. Г. Распутину — Василий
- «Красная Шапочка» Ш. Перро — Волк
- «Дом под солнцем» Т. Ян — Глеб
- «Прощание в июне» А.В. Вампилова — Гомыра
- «Долги наши» Э. Володарского — Егор
- «В день свадьбы» В. С. Розова — Женя
- «В четырёх километрах от войны» О. Сосина — Иван Терехов
- «Таблетку под язык» А. Макаенка — Иван Швед
- «Волшебное слово» Громова, Венцель — Карабас-Барабас
- «Пушкин» А. Глобы — Карл Брюллов
- «Поднятая целина» П. Дёмина по М. Шолохову — Кондрат Майданников
- «Золушка» Т. Габбе — Король
- «Сёстры» Л. Разумовской — Куликов
- «Энергичные люди» В.М. Шукшина — Курносый
- «Жестокие игры» А.Н. Арбузова — Ловейко
- «Злыдень» А. Петрашкевича — Миленький
- «Трёхгрошовая опера» Б. Брехта — Мэтью-Монета
- «В списках не значился» Б. Васильева — Плужников
- «Недоросль» Д.И. Фонвизина — Скотинин
- «Обелиск» Г. Мамлина — Слава Пирогов
- «Емелино счастье» В. Новацкого, Р. Сефа — Степан
- «Проделки Ханумы» А. Цагарели — Тимотэ
- «Здравствуй, Крымов» Р. Назарова — Хомутов
- «Царь Фёдор Иоаннович» А. К. Толстого — Царь Фёдор
- «Весёлый тракт» Б. Васильева — Юрка

## Фильмография
1. 1988 — Хлеб — имя существительное
2. 1989 — Кома — Никифор
3. 1990 — Сообщницца — Власенко
4. 1991 — Третья планета — Иван
5. 1992 — Вишнёвые ночи
6. 1996 — Ермак — Корчига
7. 2007 — Месть: Обратная сторона любви — художник
8. ???? —  Будьте умницей! — завуч ПТУ[11]

## Семья
Жена — Башурова Лариса Николаевна, дочь Оксана.